# 㟃峿山
㟃峿山又名司吾山、司镇山，位于中国江苏省新沂市南，属马陵山支脉。西汉时期置司吾县，因东周时期的诸侯国钟吾国而名。南宋绍兴末年，抗金名将张荣曾在此山屯兵以抵禦金人。